# Kees d'Angremond
Kees d’Angremond (Amsterdam, 18 september 1939 – Amstelveen, 15 augustus 2024) was een Nederlandse waterbouwkundige.

## Loopbaan
Volgens een interview uit 1977 was zijn eerste wens om piloot te worden, maar daar werd hij voor afgekeurd. Hij besloot toen civiele echniek in Delft te gaan studeren. Direct na zijn afstuderen is hij bij het Waterloopkundig Laboratorium gaan werken (1963-1975). Hij heeft daar en aantal buitenlandse projecten gedaan en was sterk betrokken bij het baggerspeurwerk. Maar omdat hij toch liever betrokken was bij de uitvoering van projecten stapte hij in 1975 over naar de Baggermaatschappij Adriaan Volker, wat later Volker Stevin werd (1975-1987). Voor dit baggerbedrijf was hij enkele jaren gestationeerd in India, in Birma en in Singapore. Hier stond hij aan de wieg van het ingenieursbureau Aveco. Voor VolkerStevin werkte hij in de aannemerscombinatie Dosbouw aan de stormvloedkering in de Oosterschelde. In 1980 werd hij voor Volker-Stevin directeur Europa en het verre Oosten. Van 1 juli 1987 tot 1989 was hij directeur van het Gemeentelijk Havenbedrijf Amsterdam, waarna hij in 1989 benoemd werd als hoogleraar Kustwaterbouwkunde aan de TT Delft als opvolger van Eco Bijker. Deze functie heeft hij vervuld tot zijn pensionering in 2001. Daarnaast is hij tot zijn overlijden actief geweest als adviseur van de overheid van Singapore. In eerste instantie bij een dispuut met de Maleisische overheid, de laatste jaren bij de uitvoering van de landaanwinning in de vorm van een polder (Pulau Tekong)

## Het Verjaagde water

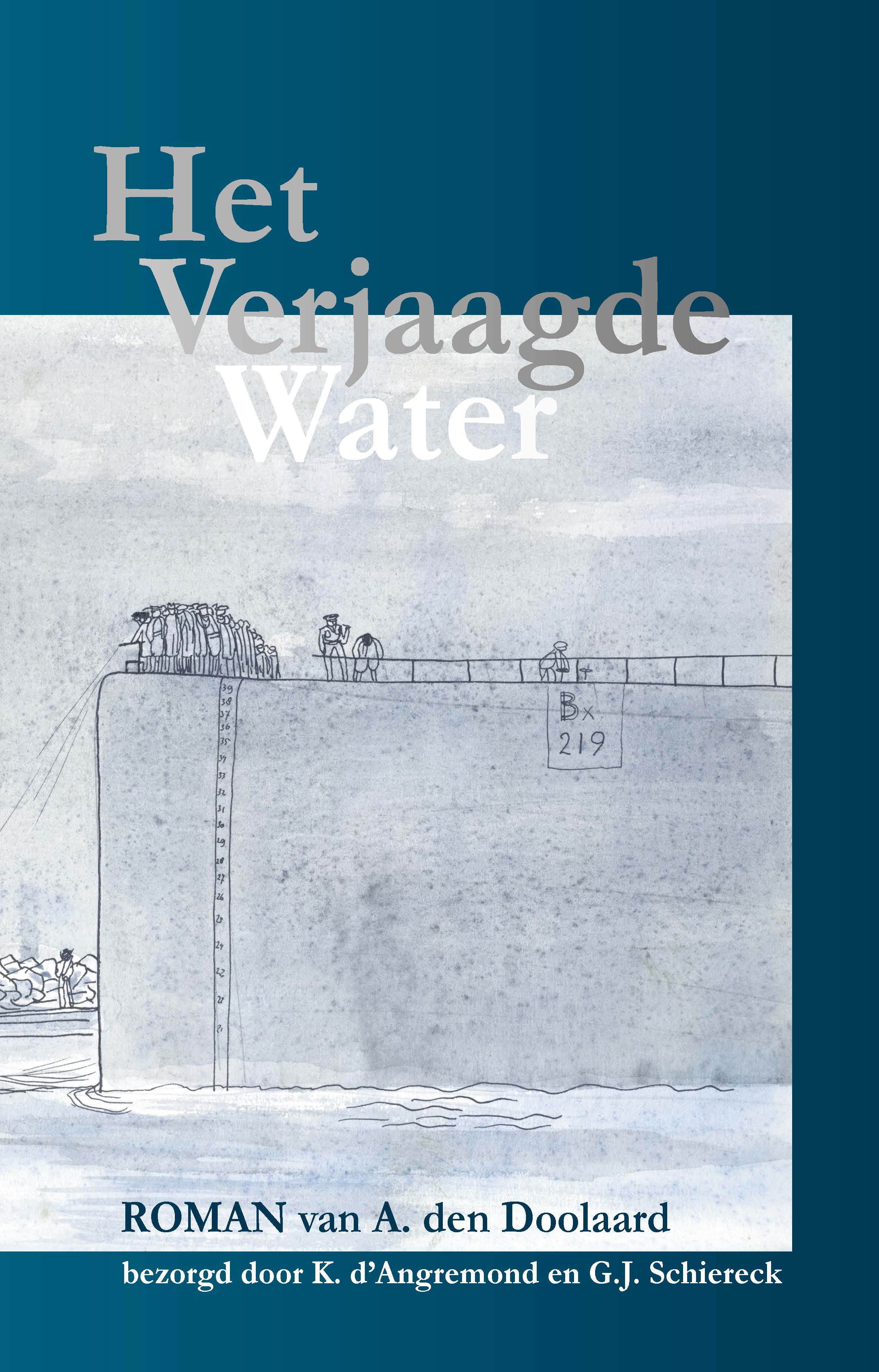
Kaft van de editie van 2001 van Het Verjaagde Water

Al vanaf zijn studie was d’Angremond gepassioneerd door het boek “Het verjaagde water” van A den Doolaard. Tijdens zijn periode als hoogleraar heeft hij een nieuwe, geannoteerde uitgave van dit boek kunnen maken, samen met Ir. G.J. Schiereck. In deze uitgave tonen zij aan dat deze roman de werkelijkheid op de voet volgt. Dit boek is uitgekomen bij het afscheid van d'Angremond van de TU Delft.

## TU Delft
Naast zijn functie als hoogleraar was hij ook hoofd van de de afdeling Waterbouwkunde en Geotechniek van de faculteit. Ook is hij van 1995 tot 1997 decaan van de faculteit geweest. Onder zijn leiding is ook het dictaat “Inleiding in de Kustwaterbouwkunde” herzien en het dictaat breakwaters gemaakt. Bij dit laatste vak heeft d'Angremond geprobeerd het vak zo in te richten dat de studenten niet alleen de theorie achter zo'n constructie begrepen, maar zelfstandig een ontwerp konden maken aan de hand van (vaak incomplete) randvoorwaarden.. Door zijn vele binnen- en buitenlandse contacten konden er oefeningen opgezet worden gebaseerd op een echt ontwerp.
Hij organiseerde met prof. Sundar van het IIT Madras een workshop om de onderzoekssamenwerking tussen India en de TU Delft te stimuleren, met name op het gebied van het ontwerp van golfbrekers.

## IHE-Delft
D’Angremond was ook vele jaren betrokken bij de waterbouwopleiding van het IHE in Delft, waar hij het vak Golfbrekers gaf en studenten begeleidde bij diverse projecten. Hierbij werd dankbaar gebruik gemaakt van zijn internationale ervaring.

## Vietnam
Op verzoek van de Vietnamese overheid is er een training kustwaterbouwkunde opgezet voor Vietnamese ingenieurs. Dit project is in Nuffic-kader gezamenlijk door de TU Delft en het IHE uitgevoerd. D'Angremond was de leider van het team. Er zijn toen een groot aantal studenten van de Hanoi Water Resources University (nu Thuyloi University) in Delft opgeleid. Uiteindelijk is dit de huidige faculteit kustwaterbouw geworden van de Thuyloi University. In de beginfase werd dit project vanuit de Nederlandse ontwikkelingssamenwerking betaald, maar later werden de kosten geheel gedragen door de Vietnamese overheid.

## Begeleiding van de Kroonprins
D’Angremond werd gevraagd om kroonprins Willem-Alexander te begeleiden, nadat deze in overleg met zijn vader had besloten om iets met waterbeheer te gaan doen. In die tijd was d’Angremond ook part-time docent bij het IHE in Delft, en om beveiligingstechnische redenen is er toen voor gekozen om de kroonprins enkele colleges bij het IHE te laten volgen.

## Commissie bodemdaling
Door de aardgaswinning in Noord Nederland was de verwachting dat de bodem zou dalen en dat heeft grote gevolgen voor de waterhuishouding. Water loopt naar het laagste punt, en als dat laagste punt ergens anders komt te liggen verandert de loop van het water. Technisch is dat goed oplosbaar met gemalen en stuwen, maar dat kost geld. In 1984 is de commissie bodemdaling ingesteld om dit te regelen. D’Angremond was lid van deze commissie. In de beginjaren was het probleem alleen de redelijk gelijkmatige daling, en die hiervoor benodigde werken zijn, na goedkeuring door de commissie uitgevoerd en betaald door de NAM. In deze commissie had d’Angremond een belangrijke stem. Omdat de oorspronkelijke opzet alleen uiting van gelijkmatige bodemdaling en de benadeelde partij vrijwel altijd het waterschap betrof, was de discussie redelijk overzichtelijk. Na vertrek van d’Angremond uit de commissie bleek dat er door aardbevingen ook nogal wat schade ontstond. En hier waren veel gedupeerden. Dit veroorzaakte nogal wat extra problemen, maar d’Angremond was daar niet meer bij betrokken.
Naast de bodemdalingsproblemen in Noord Nederland was hij ook betrokken bij andere bodemdalingsproblemen, zoals in de polder Groot Mijdrecht in 2016.

## Singapore
D'Angremond had in het verleden al het nodig werk in Singapore uitgevoerd. Door zijn colleges bij het IHE met studenten uit Singapore zijn de contacten weer aangehaald, en toen er een conflict ontstond tussen Singapore en Maleisië over de landaanwinning van Singapore zijn bede landen op zoek gegaan naar een oplossing. Er was ook al een goede relatie tussen de TU Delft en de National University of Singapore (NUS). De gedachte was om onderzoek te laten doen naar de effecten van deze werken en een onafhankelijke commissie te benoemen om dit te begeleiden, De commissie bestond uit d'Angremond en Kamphuis (van Queens University in Canada) benoemd door Singapore en Falconer (University of Cardiff, UK) en Fleming (Halcrow, UK) namens Maleisië. Er is toen door DHI en Deltares uitgebreid onderzoek gedaan en uiteindelijk is men tot een compromis gekomen. D'Angremond heeft dit proces in een lezing voor de CEDA (samenwerkingsverband van baggerbedrijven) samengevat. Daarna heeft Singapore besloten op op een intergetijdegebied aan de noordkant van Pulau Tekong landaanwinning uit te voeren. Mede door de inspanning van d'Angremond is deze landaanwinning niet uitgevoerd als een zandopspuiting, maar als een polder. Dit had het grote (politieke) voordeel dat hiervoor geen zand van de naburige landen hoefde te worden ingevoerd. Tot zijn overlijden is hij voor de overheid van Singapore een adviseur voor dit project geweest. Op 23 maar 2024 heeft hij hierover nog een lezing gegeven in het Baggermuseum in Sliedrecht.

## Overige functies
Na zijn pensionering was hij onder andere bestuurder bij het Baggermuseum in Sliedrecht en binnen het KIvI verantwoordelijk voor de raad die zich met het technisch onderwijs bezig held.
D'Angremond was officier in de orde van Oranje-Nassau.
- Library of Congress Control Number: n82016439
- Nationale Bibliotheek van Israël: 987007328535305171
- Nederlandse Thesaurus van Auteursnamen: 075039788
- Virtual International Authority File: 278850868